# Andrena mikado
Andrena mikado is een vliesvleugelig insect uit de familie Andrenidae. De wetenschappelijke naam van de soort is voor het eerst geldig gepubliceerd in 1938 door Strand & Yasumatsu.